# Blue Moves
Blue Moves é o 11.º álbum de estúdio do cantor e compositor britânico Elton John, lançado em 1976. 
Foi também o seu segundo álbum duplo e o primeiro disco gravado pelo seu próprio estúdio, Rocket Records Ltd. Enquanto dava um concerto na Arena Wembley para promover o álbum, ele anunciou espontaneamente "É isso, este é o último." Ele não disse por quanto tempo, mas ele falou sério e temporariamente saiu de cena.
Um trecho de "Out of the Blue" foi utilizado nos créditos de encerramento da série de TV Top Gear.

## Faixas
Todas as faixas compostas por Elton John e Bernie Taupin.

### Lado 1
1. "Your Starter for..." (instr./Caleb Quaye) – 1:23
2. "Tonight" – 7:52
3. "One Horse Town" (John, James Newton-Howard, Taupin) – 5:56
4. "Chameleon" – 5:27

### Lado 2
1. "Boogie Pilgrim" (John, Davey Johnstone, Quaye, Taupin) – 6:05
2. "Cage the Songbird" (John, Johnstone, Taupin) – 3:25
3. "Crazy Water" – 5:42
4. "Shoulder Holster" – 5:10

### Lado 3
1. "Sorry Seems to Be the Hardest Word" – 3:48
2. "Out of the Blue" – 6:14
3. "Between Seventeen and Twenty" (John, Johnstone, Quaye, Taupin) – 5:17
4. "The Wide-Eyed and Laughing" (John, Johnstone, Newton-Howard, Quaye, Taupin) – 3:27
5. "Someone's Final Song" – 4:10

### Lado 4
1. "Where's the Shoorah?" – 4:09
2. "If There's a God in Heaven (What's He Waiting For?)" (John, Johnstone, Taupin) – 4:25
3. "Idol" – 4:08
4. "Theme from a Non-Existent TV Series" – 1:19
5. "Bite Your Lip (Get Up and Dance!)" – 6:43